# Narayanganj Sadar
Narayanganj Sadar (en bengali : নারায়নগঞ্জ) est une upazila du Bangladesh dans le district de Narayanganj. En 1991, on y dénombrait 604 561 habitants.